# Kameničko Podgorje
Kameničko Podgorje is een plaats in de gemeente Lepoglava in de Kroatische provincie Varaždin. De plaats telt 378 inwoners (2001).